# Critérium du Dauphiné 2024
Critérium du Dauphiné 2024 var den 76:e upplagan av det franska etapploppet Critérium du Dauphiné. Cykelloppets åtta etapper kördes mellan den 2 och 9 juni 2024 med start i Saint-Pourçain-sur-Sioule och målgång i Glières Plateau. Loppet var en del av UCI World Tour 2024 och vanns av slovenske Primož Roglič från cykelstallet Bora–Hansgrohe.

## Deltagande lag
| WorldTeams (18)- Decathlon-AG2R La Mondiale - Alpecin-Deceuninck - Arkéa-B&B Hotels - Astana Qazaqstan Team - Bahrain Victorious - Bora-Hansgrohe - Cofidis - EF Education-EasyPost - Groupama-FDJ - Ineos Grenadiers - Intermarché-Wanty - Team Visma \| Lease a Bike - Lidl-Trek - Movistar Team - Soudal Quick-Step - Team dsm-firmenich PostNL - Team Jayco AlUla - UAE Team Emirates ProTeams (4)- Lotto Dstny - Israel-Premier Tech - Q36.5 Pro Cycling Team - Uno-X Mobility |
| |

## Etapper
| Etapp | Datum | Start – mål                                           | type       | Distans (km) | Höjdskillnad (m) | Etappvinnare      | Totalledare     |
| ----- | ----- | ----------------------------------------------------- | ---------- | ------------ | ---------------- | ----------------- | --------------- |
| 1     | 2 jun | Saint-Pourçain-sur-Sioule – Saint-Pourçain-sur-Sioule |            | 172,5        | 1 891 m          | Mads Pedersen     | Mads Pedersen   |
| 2     | 3 jun | Gannat – Col de la Loge                               | Bergsetapp | 142          | 2 499 m          | Magnus Cort       | Magnus Cort     |
| 3     | 4 jun | Celles-sur-Durolle – Les Estables                     | Kuperat    | 181,7        | 2 831 m          | Derek Gee         | Derek Gee       |
| 4     | 5 jun | Saint-Germain-Laval – Neulise                         | Tempoetapp | 34,4         | 427 m            | Remco Evenepoel   | Remco Evenepoel |
| 5     | 6 jun | Amplepuis – Saint-Priest                              |            | 167          | 2 306 m          | stage neutralised | Remco Evenepoel |
| 6     | 7 jun | Hauterives – Le Collet d'Allevard                     | Bergsetapp | 174,1        | 3 439 m          | Primož Roglič     | Primož Roglič   |
| 7     | 8 jun | Albertville – Samoëns 1600                            | Bergsetapp | 155,3        | 4 316 m          | Primož Roglič     | Primož Roglič   |
| 8     | 9 jun | Thônes – Glières Plateau                              | Bergsetapp | 160,6        | 3 751 m          | Carlos Rodríguez  | Primož Roglič   |

### 1:a etappen
| Saint-Pourçain-sur-Sioule - Saint-Pourçain-sur-Sioule |  | (172,5 km) |

| \| Placeringar i etappen \| Placeringar i etappen \| Placeringar i etappen \| Placeringar i etappen \| Placeringar i etappen \| \| Cyklist \| Cyklist \| Lag \| Tid \| \| \| --------------------- \| --------------------- \| -------------------------- \| --------------------- \| --------------------- \| \| 1. \| Mads Pedersen \| Lidl-Trek \| 4t 01' 30" \| \| \| 2. \| Sam Bennett \| Decathlon-AG2R La Mondiale \| + 0" \| \| \| 3. \| Hugo Page \| Intermarché-Wanty \| + 0" \| \| \| 4. \| Clément Venturini \| Arkéa-B&B Hotels \| + 0" \| \| \| 5. \| Owain Doull \| EF Education-EasyPost \| + 0" \| \| \| 6. \| Michele Gazzoli \| Astana Qazaqstan Team \| + 0" \| \| \| 7. \| Iván García Cortina \| Movistar Team \| + 0" \| \| \| 8. \| Fred Wright \| Bahrain Victorious \| + 0" \| \| \| 9. \| Clément Russo \| Groupama-FDJ \| + 0" \| \| \| 10. \| Magnus Cort \| Uno-X Mobility \| + 0" \| \| |                     |                            |            |
| |                     |                            |            |
| Källa: ProCyclingStats |                     |                            |            |
| Placeringar i etappen |                     |                            |            |
| Cyklist | Cyklist             | Lag                        | Tid        |
| 1. | Mads Pedersen       | Lidl-Trek                  | 4t 01' 30" |
| 2. | Sam Bennett         | Decathlon-AG2R La Mondiale | + 0"       |
| 3. | Hugo Page           | Intermarché-Wanty          | + 0"       |
| 4. | Clément Venturini   | Arkéa-B&B Hotels           | + 0"       |
| 5. | Owain Doull         | EF Education-EasyPost      | + 0"       |
| 6. | Michele Gazzoli     | Astana Qazaqstan Team      | + 0"       |
| 7. | Iván García Cortina | Movistar Team              | + 0"       |
| 8. | Fred Wright         | Bahrain Victorious         | + 0"       |
| 9. | Clément Russo       | Groupama-FDJ               | + 0"       |
| 10. | Magnus Cort         | Uno-X Mobility             | + 0"       |

| \| Totaltävlingen \| Totaltävlingen \| Totaltävlingen \| Totaltävlingen \| Totaltävlingen \| \| Cyklist \| Cyklist \| Lag \| Tid \| \| \| -------------- \| ------------------- \| -------------------------- \| -------------- \| -------------- \| \| 1. \| Mads Pedersen \| Lidl-Trek \| 4t 01' 20" \| \| \| 2. \| Sam Bennett \| Decathlon-AG2R La Mondiale \| + 4" \| \| \| 3. \| Hugo Page \| Intermarché-Wanty \| + 6" \| \| \| 4. \| Mathis Le Berre \| Arkéa-B&B Hotels \| + 7" \| \| \| 5. \| Mark Donovan \| Q36.5 Pro Cycling Team \| + 8" \| \| \| 6. \| Casper Pedersen \| Soudal Quick-Step \| + 9" \| \| \| 7. \| Clément Venturini \| Arkéa-B&B Hotels \| + 10" \| \| \| 8. \| Owain Doull \| EF Education-EasyPost \| + 10" \| \| \| 9. \| Michele Gazzoli \| Astana Qazaqstan Team \| + 10" \| \| \| 10. \| Iván García Cortina \| Movistar Team \| + 10" \| \| |                     |                            |            |
| |                     |                            |            |
| Källa: ProCyclingStats |                     |                            |            |
| Totaltävlingen |                     |                            |            |
| Cyklist | Cyklist             | Lag                        | Tid        |
| 1. | Mads Pedersen       | Lidl-Trek                  | 4t 01' 20" |
| 2. | Sam Bennett         | Decathlon-AG2R La Mondiale | + 4"       |
| 3. | Hugo Page           | Intermarché-Wanty          | + 6"       |
| 4. | Mathis Le Berre     | Arkéa-B&B Hotels           | + 7"       |
| 5. | Mark Donovan        | Q36.5 Pro Cycling Team     | + 8"       |
| 6. | Casper Pedersen     | Soudal Quick-Step          | + 9"       |
| 7. | Clément Venturini   | Arkéa-B&B Hotels           | + 10"      |
| 8. | Owain Doull         | EF Education-EasyPost      | + 10"      |
| 9. | Michele Gazzoli     | Astana Qazaqstan Team      | + 10"      |
| 10. | Iván García Cortina | Movistar Team              | + 10"      |

### 2:a etappen
| Gannat - Col de la Loge | Bergsetapp | (142 km) |

| \| Placeringar i etappen \| Placeringar i etappen \| Placeringar i etappen \| Placeringar i etappen \| Placeringar i etappen \| \| Cyklist \| Cyklist \| Lag \| Tid \| \| \| --------------------- \| --------------------- \| -------------------------- \| --------------------- \| --------------------- \| \| 1. \| Magnus Cort \| Uno-X Mobility \| 3t 21' 42" \| \| \| 2. \| Primož Roglič \| Bora-Hansgrohe \| + 0" \| \| \| 3. \| Matteo Jorgenson \| Team Visma \\| Lease a Bike \| + 0" \| \| \| 4. \| Giulio Ciccone \| Lidl-Trek \| + 0" \| \| \| 5. \| Oier Lazkano \| Movistar Team \| + 0" \| \| \| 6. \| Dylan Teuns \| Israel-Premier Tech \| + 0" \| \| \| 7. \| Lukas Nerurkar \| EF Education-EasyPost \| + 0" \| \| \| 8. \| Clément Champoussin \| Arkéa-B&B Hotels \| + 0" \| \| \| 9. \| Romain Grégoire \| Groupama-FDJ \| + 0" \| \| \| 10. \| Guillaume Martin \| Cofidis \| + 0" \| \| |                     |                            |            |
| |                     |                            |            |
| Källor: ProCyclingStats Cycling Quotient |                     |                            |            |
| Placeringar i etappen |                     |                            |            |
| Cyklist | Cyklist             | Lag                        | Tid        |
| 1. | Magnus Cort         | Uno-X Mobility             | 3t 21' 42" |
| 2. | Primož Roglič       | Bora-Hansgrohe             | + 0"       |
| 3. | Matteo Jorgenson    | Team Visma \| Lease a Bike | + 0"       |
| 4. | Giulio Ciccone      | Lidl-Trek                  | + 0"       |
| 5. | Oier Lazkano        | Movistar Team              | + 0"       |
| 6. | Dylan Teuns         | Israel-Premier Tech        | + 0"       |
| 7. | Lukas Nerurkar      | EF Education-EasyPost      | + 0"       |
| 8. | Clément Champoussin | Arkéa-B&B Hotels           | + 0"       |
| 9. | Romain Grégoire     | Groupama-FDJ               | + 0"       |
| 10. | Guillaume Martin    | Cofidis                    | + 0"       |

| \| Totaltävlingen \| Totaltävlingen \| Totaltävlingen \| Totaltävlingen \| Totaltävlingen \| \| Cyklist \| Cyklist \| Lag \| Tid \| \| \| -------------- \| ------------------- \| -------------------------- \| -------------- \| -------------- \| \| 1. \| Magnus Cort \| Uno-X Mobility \| 7t 23' 02" \| \| \| 2. \| Primož Roglič \| Bora-Hansgrohe \| + 4" \| \| \| 3. \| Matteo Jorgenson \| Team Visma \\| Lease a Bike \| + 6" \| \| \| 4. \| Bruno Armirail \| Decathlon-AG2R La Mondiale \| + 8" \| \| \| 5. \| Clément Champoussin \| Arkéa-B&B Hotels \| + 10" \| \| \| 6. \| Derek Gee \| Israel-Premier Tech \| + 10" \| \| \| 7. \| Oier Lazkano \| Movistar Team \| + 10" \| \| \| 8. \| Krists Neilands \| Israel-Premier Tech \| + 10" \| \| \| 9. \| Juan Ayuso \| UAE Team Emirates \| + 10" \| \| \| 10. \| Jack Haig \| Bahrain Victorious \| + 10" \| \| |                     |                            |            |
| |                     |                            |            |
| Källor: ProCyclingStats Cycling Quotient |                     |                            |            |
| Totaltävlingen |                     |                            |            |
| Cyklist | Cyklist             | Lag                        | Tid        |
| 1. | Magnus Cort         | Uno-X Mobility             | 7t 23' 02" |
| 2. | Primož Roglič       | Bora-Hansgrohe             | + 4"       |
| 3. | Matteo Jorgenson    | Team Visma \| Lease a Bike | + 6"       |
| 4. | Bruno Armirail      | Decathlon-AG2R La Mondiale | + 8"       |
| 5. | Clément Champoussin | Arkéa-B&B Hotels           | + 10"      |
| 6. | Derek Gee           | Israel-Premier Tech        | + 10"      |
| 7. | Oier Lazkano        | Movistar Team              | + 10"      |
| 8. | Krists Neilands     | Israel-Premier Tech        | + 10"      |
| 9. | Juan Ayuso          | UAE Team Emirates          | + 10"      |
| 10. | Jack Haig           | Bahrain Victorious         | + 10"      |

### 3:e etappen
| Celles-sur-Durolle - Les Estables | Kuperat | (181,7 km) |

| \| Placeringar i etappen \| Placeringar i etappen \| Placeringar i etappen \| Placeringar i etappen \| Placeringar i etappen \| \| Cyklist \| Cyklist \| Lag \| Tid \| \| \| --------------------- \| --------------------- \| -------------------------- \| --------------------- \| --------------------- \| \| 1. \| Derek Gee \| Israel-Premier Tech \| 4t 22' 18" \| \| \| 2. \| Romain Grégoire \| Groupama-FDJ \| + 0" \| \| \| 3. \| Lukas Nerurkar \| EF Education-EasyPost \| + 3" \| \| \| 4. \| Giulio Ciccone \| Lidl-Trek \| + 3" \| \| \| 5. \| Harold Tejada \| Astana Qazaqstan Team \| + 3" \| \| \| 6. \| Santiago Buitrago \| Bahrain Victorious \| + 3" \| \| \| 7. \| Aleksandr Vlasov \| Bora-Hansgrohe \| + 3" \| \| \| 8. \| Clément Champoussin \| Arkéa-B&B Hotels \| + 3" \| \| \| 9. \| Matteo Jorgenson \| Team Visma \\| Lease a Bike \| + 3" \| \| \| 10. \| Primož Roglič \| Bora-Hansgrohe \| + 3" \| \| |                     |                            |            |
| |                     |                            |            |
| Källor: ProCyclingStats Cycling Quotient |                     |                            |            |
| Placeringar i etappen |                     |                            |            |
| Cyklist | Cyklist             | Lag                        | Tid        |
| 1. | Derek Gee           | Israel-Premier Tech        | 4t 22' 18" |
| 2. | Romain Grégoire     | Groupama-FDJ               | + 0"       |
| 3. | Lukas Nerurkar      | EF Education-EasyPost      | + 3"       |
| 4. | Giulio Ciccone      | Lidl-Trek                  | + 3"       |
| 5. | Harold Tejada       | Astana Qazaqstan Team      | + 3"       |
| 6. | Santiago Buitrago   | Bahrain Victorious         | + 3"       |
| 7. | Aleksandr Vlasov    | Bora-Hansgrohe             | + 3"       |
| 8. | Clément Champoussin | Arkéa-B&B Hotels           | + 3"       |
| 9. | Matteo Jorgenson    | Team Visma \| Lease a Bike | + 3"       |
| 10. | Primož Roglič       | Bora-Hansgrohe             | + 3"       |

| \| Totaltävlingen \| Totaltävlingen \| Totaltävlingen \| Totaltävlingen \| Totaltävlingen \| \| Cyklist \| Cyklist \| Lag \| Tid \| \| \| -------------- \| ------------------- \| -------------------------- \| -------------- \| -------------- \| \| 1. \| Derek Gee \| Israel-Premier Tech \| 11t 45' 20" \| \| \| 2. \| Magnus Cort \| Uno-X Mobility \| + 3" \| \| \| 3. \| Romain Grégoire \| Groupama-FDJ \| + 4" \| \| \| 4. \| Primož Roglič \| Bora-Hansgrohe \| + 7" \| \| \| 5. \| Matteo Jorgenson \| Team Visma \\| Lease a Bike \| + 9" \| \| \| 6. \| Lukas Nerurkar \| EF Education-EasyPost \| + 9" \| \| \| 7. \| Bruno Armirail \| Decathlon-AG2R La Mondiale \| + 11" \| \| \| 8. \| Clément Champoussin \| Arkéa-B&B Hotels \| + 13" \| \| \| 9. \| Giulio Ciccone \| Lidl-Trek \| + 13" \| \| \| 10. \| Carlos Rodríguez \| Ineos Grenadiers \| + 13" \| \| |                     |                            |             |
| |                     |                            |             |
| Källor: ProCyclingStats Cycling Quotient |                     |                            |             |
| Totaltävlingen |                     |                            |             |
| Cyklist | Cyklist             | Lag                        | Tid         |
| 1. | Derek Gee           | Israel-Premier Tech        | 11t 45' 20" |
| 2. | Magnus Cort         | Uno-X Mobility             | + 3"        |
| 3. | Romain Grégoire     | Groupama-FDJ               | + 4"        |
| 4. | Primož Roglič       | Bora-Hansgrohe             | + 7"        |
| 5. | Matteo Jorgenson    | Team Visma \| Lease a Bike | + 9"        |
| 6. | Lukas Nerurkar      | EF Education-EasyPost      | + 9"        |
| 7. | Bruno Armirail      | Decathlon-AG2R La Mondiale | + 11"       |
| 8. | Clément Champoussin | Arkéa-B&B Hotels           | + 13"       |
| 9. | Giulio Ciccone      | Lidl-Trek                  | + 13"       |
| 10. | Carlos Rodríguez    | Ineos Grenadiers           | + 13"       |

### 4:e etappen
| Saint-Germain-Laval - Neulise | Tempoetapp | (34,4 km) |

| \| Placeringar i etappen \| Placeringar i etappen \| Placeringar i etappen \| Placeringar i etappen \| Placeringar i etappen \| \| Cyklist \| Cyklist \| Lag \| Tid \| \| \| --------------------- \| --------------------- \| -------------------------- \| --------------------- \| --------------------- \| \| 1. \| Remco Evenepoel \| Soudal Quick-Step \| 41' 49" \| \| \| 2. \| Josh Tarling \| Ineos Grenadiers \| + 17" \| \| \| 3. \| Primož Roglič \| Bora-Hansgrohe \| + 39" \| \| \| 4. \| Matteo Jorgenson \| Team Visma \\| Lease a Bike \| + 1' 07" \| \| \| 5. \| Oier Lazkano \| Movistar Team \| + 1' 21" \| \| \| 6. \| Derek Gee \| Israel-Premier Tech \| + 1' 24" \| \| \| 7. \| Neilson Powless \| EF Education-EasyPost \| + 1' 24" \| \| \| 8. \| Bruno Armirail \| Decathlon-AG2R La Mondiale \| + 1' 26" \| \| \| 9. \| Juan Ayuso \| UAE Team Emirates \| + 1' 27" \| \| \| 10. \| Tao Geoghegan Hart \| Lidl-Trek \| + 1' 38" \| \| |                    |                            |          |
| |                    |                            |          |
| Källor: ProCyclingStats Cycling Quotient |                    |                            |          |
| Placeringar i etappen |                    |                            |          |
| Cyklist | Cyklist            | Lag                        | Tid      |
| 1. | Remco Evenepoel    | Soudal Quick-Step          | 41' 49"  |
| 2. | Josh Tarling       | Ineos Grenadiers           | + 17"    |
| 3. | Primož Roglič      | Bora-Hansgrohe             | + 39"    |
| 4. | Matteo Jorgenson   | Team Visma \| Lease a Bike | + 1' 07" |
| 5. | Oier Lazkano       | Movistar Team              | + 1' 21" |
| 6. | Derek Gee          | Israel-Premier Tech        | + 1' 24" |
| 7. | Neilson Powless    | EF Education-EasyPost      | + 1' 24" |
| 8. | Bruno Armirail     | Decathlon-AG2R La Mondiale | + 1' 26" |
| 9. | Juan Ayuso         | UAE Team Emirates          | + 1' 27" |
| 10. | Tao Geoghegan Hart | Lidl-Trek                  | + 1' 38" |

| \| Totaltävlingen \| Totaltävlingen \| Totaltävlingen \| Totaltävlingen \| Totaltävlingen \| \| Cyklist \| Cyklist \| Lag \| Tid \| \| \| -------------- \| ------------------ \| -------------------------- \| -------------- \| -------------- \| \| 1. \| Remco Evenepoel \| Soudal Quick-Step \| 12t 27' 22" \| \| \| 2. \| Primož Roglič \| Bora-Hansgrohe \| + 33" \| \| \| 3. \| Matteo Jorgenson \| Team Visma \\| Lease a Bike \| + 1' 04" \| \| \| 4. \| Derek Gee \| Israel-Premier Tech \| + 1' 11" \| \| \| 5. \| Oier Lazkano \| Movistar Team \| + 1' 21" \| \| \| 6. \| Bruno Armirail \| Decathlon-AG2R La Mondiale \| + 1' 25" \| \| \| 7. \| Neilson Powless \| EF Education-EasyPost \| + 1' 25" \| \| \| 8. \| Juan Ayuso \| UAE Team Emirates \| + 1' 27" \| \| \| 9. \| Tao Geoghegan Hart \| Lidl-Trek \| + 1' 39" \| \| \| 10. \| Carlos Rodríguez \| Ineos Grenadiers \| + 1' 41" \| \| |                    |                            |             |
| |                    |                            |             |
| Källor: ProCyclingStats Cycling Quotient |                    |                            |             |
| Totaltävlingen |                    |                            |             |
| Cyklist | Cyklist            | Lag                        | Tid         |
| 1. | Remco Evenepoel    | Soudal Quick-Step          | 12t 27' 22" |
| 2. | Primož Roglič      | Bora-Hansgrohe             | + 33"       |
| 3. | Matteo Jorgenson   | Team Visma \| Lease a Bike | + 1' 04"    |
| 4. | Derek Gee          | Israel-Premier Tech        | + 1' 11"    |
| 5. | Oier Lazkano       | Movistar Team              | + 1' 21"    |
| 6. | Bruno Armirail     | Decathlon-AG2R La Mondiale | + 1' 25"    |
| 7. | Neilson Powless    | EF Education-EasyPost      | + 1' 25"    |
| 8. | Juan Ayuso         | UAE Team Emirates          | + 1' 27"    |
| 9. | Tao Geoghegan Hart | Lidl-Trek                  | + 1' 39"    |
| 10. | Carlos Rodríguez   | Ineos Grenadiers           | + 1' 41"    |

### 5:e etappen
| Amplepuis - Saint-Priest |  | (167 km) |

Etappen blev neutraliserad på grund av en krasch.

### 6:e etappen
| Hauterives - Le Collet d'Allevard | Bergsetapp | (174,1 km) |

| \| Placeringar i etappen \| Placeringar i etappen \| Placeringar i etappen \| Placeringar i etappen \| Placeringar i etappen \| \| Cyklist \| Cyklist \| Lag \| Tid \| \| \| --------------------- \| --------------------- \| -------------------------- \| --------------------- \| --------------------- \| \| 1. \| Primož Roglič \| Bora-Hansgrohe \| 4t 19' 59" \| \| \| 2. \| Giulio Ciccone \| Lidl-Trek \| + 3" \| \| \| 3. \| Aleksandr Vlasov \| Bora-Hansgrohe \| + 11" \| \| \| 4. \| Derek Gee \| Israel-Premier Tech \| + 13" \| \| \| 5. \| Matteo Jorgenson \| Team Visma \\| Lease a Bike \| + 17" \| \| \| 6. \| Laurens De Plus \| Ineos Grenadiers \| + 22" \| \| \| 7. \| Carlos Rodríguez \| Ineos Grenadiers \| + 22" \| \| \| 8. \| Remco Evenepoel \| Soudal Quick-Step \| + 42" \| \| \| 9. \| Jack Haig \| Bahrain Victorious \| + 50" \| \| \| 10. \| Jai Hindley \| Bora-Hansgrohe \| + 53" \| \| |                  |                            |            |
| |                  |                            |            |
| Källa: ProCyclingStats |                  |                            |            |
| Placeringar i etappen |                  |                            |            |
| Cyklist | Cyklist          | Lag                        | Tid        |
| 1. | Primož Roglič    | Bora-Hansgrohe             | 4t 19' 59" |
| 2. | Giulio Ciccone   | Lidl-Trek                  | + 3"       |
| 3. | Aleksandr Vlasov | Bora-Hansgrohe             | + 11"      |
| 4. | Derek Gee        | Israel-Premier Tech        | + 13"      |
| 5. | Matteo Jorgenson | Team Visma \| Lease a Bike | + 17"      |
| 6. | Laurens De Plus  | Ineos Grenadiers           | + 22"      |
| 7. | Carlos Rodríguez | Ineos Grenadiers           | + 22"      |
| 8. | Remco Evenepoel  | Soudal Quick-Step          | + 42"      |
| 9. | Jack Haig        | Bahrain Victorious         | + 50"      |
| 10. | Jai Hindley      | Bora-Hansgrohe             | + 53"      |

| \| Totaltävlingen \| Totaltävlingen \| Totaltävlingen \| Totaltävlingen \| Totaltävlingen \| \| Cyklist \| Cyklist \| Lag \| Tid \| \| \| -------------- \| ---------------- \| -------------------------- \| -------------- \| -------------- \| \| 1. \| Primož Roglič \| Bora-Hansgrohe \| 16t 47' 44" \| \| \| 2. \| Remco Evenepoel \| Soudal Quick-Step \| + 19" \| \| \| 3. \| Matteo Jorgenson \| Team Visma \\| Lease a Bike \| + 58" \| \| \| 4. \| Derek Gee \| Israel-Premier Tech \| + 1' 01" \| \| \| 5. \| Aleksandr Vlasov \| Bora-Hansgrohe \| + 1' 32" \| \| \| 6. \| Carlos Rodríguez \| Ineos Grenadiers \| + 1' 40" \| \| \| 7. \| Laurens De Plus \| Ineos Grenadiers \| + 1' 53" \| \| \| 8. \| Oier Lazkano \| Movistar Team \| + 2' 08" \| \| \| 9. \| Callum Scotson \| Team Jayco AlUla \| + 2' 15" \| \| \| 10. \| Jack Haig \| Bahrain Victorious \| + 2' 31" \| \| |                  |                            |             |
| |                  |                            |             |
| Källa: ProCyclingStats |                  |                            |             |
| Totaltävlingen |                  |                            |             |
| Cyklist | Cyklist          | Lag                        | Tid         |
| 1. | Primož Roglič    | Bora-Hansgrohe             | 16t 47' 44" |
| 2. | Remco Evenepoel  | Soudal Quick-Step          | + 19"       |
| 3. | Matteo Jorgenson | Team Visma \| Lease a Bike | + 58"       |
| 4. | Derek Gee        | Israel-Premier Tech        | + 1' 01"    |
| 5. | Aleksandr Vlasov | Bora-Hansgrohe             | + 1' 32"    |
| 6. | Carlos Rodríguez | Ineos Grenadiers           | + 1' 40"    |
| 7. | Laurens De Plus  | Ineos Grenadiers           | + 1' 53"    |
| 8. | Oier Lazkano     | Movistar Team              | + 2' 08"    |
| 9. | Callum Scotson   | Team Jayco AlUla           | + 2' 15"    |
| 10. | Jack Haig        | Bahrain Victorious         | + 2' 31"    |

### 7:e etappen
| Albertville - Samoëns 1600 | Bergsetapp | (155,3 km) |

| \| Placeringar i etappen \| Placeringar i etappen \| Placeringar i etappen \| Placeringar i etappen \| Placeringar i etappen \| \| Cyklist \| Cyklist \| Lag \| Tid \| \| \| --------------------- \| --------------------- \| -------------------------- \| --------------------- \| --------------------- \| \| 1. \| Primož Roglič \| Bora-Hansgrohe \| 4t 29' 16" \| \| \| 2. \| Matteo Jorgenson \| Team Visma \\| Lease a Bike \| + 0" \| \| \| 3. \| Giulio Ciccone \| Lidl-Trek \| + 2" \| \| \| 4. \| Oier Lazkano \| Movistar Team \| + 2" \| \| \| 5. \| Derek Gee \| Israel-Premier Tech \| + 2" \| \| \| 6. \| Carlos Rodríguez \| Ineos Grenadiers \| + 8" \| \| \| 7. \| Santiago Buitrago \| Bahrain Victorious \| + 14" \| \| \| 8. \| Laurens De Plus \| Ineos Grenadiers \| + 14" \| \| \| 9. \| Aleksandr Vlasov \| Bora-Hansgrohe \| + 14" \| \| \| 10. \| Mikel Landa \| Soudal Quick-Step \| + 33" \| \| |                   |                            |            |
| |                   |                            |            |
| Källa: ProCyclingStats |                   |                            |            |
| Placeringar i etappen |                   |                            |            |
| Cyklist | Cyklist           | Lag                        | Tid        |
| 1. | Primož Roglič     | Bora-Hansgrohe             | 4t 29' 16" |
| 2. | Matteo Jorgenson  | Team Visma \| Lease a Bike | + 0"       |
| 3. | Giulio Ciccone    | Lidl-Trek                  | + 2"       |
| 4. | Oier Lazkano      | Movistar Team              | + 2"       |
| 5. | Derek Gee         | Israel-Premier Tech        | + 2"       |
| 6. | Carlos Rodríguez  | Ineos Grenadiers           | + 8"       |
| 7. | Santiago Buitrago | Bahrain Victorious         | + 14"      |
| 8. | Laurens De Plus   | Ineos Grenadiers           | + 14"      |
| 9. | Aleksandr Vlasov  | Bora-Hansgrohe             | + 14"      |
| 10. | Mikel Landa       | Soudal Quick-Step          | + 33"      |

| \| Totaltävlingen \| Totaltävlingen \| Totaltävlingen \| Totaltävlingen \| Totaltävlingen \| \| Cyklist \| Cyklist \| Lag \| Tid \| \| \| -------------- \| ---------------- \| -------------------------- \| -------------- \| -------------- \| \| 1. \| Primož Roglič \| Bora-Hansgrohe \| 21t 16' 50" \| \| \| 2. \| Matteo Jorgenson \| Team Visma \\| Lease a Bike \| + 1' 02" \| \| \| 3. \| Derek Gee \| Israel-Premier Tech \| + 1' 13" \| \| \| 4. \| Aleksandr Vlasov \| Bora-Hansgrohe \| + 1' 56" \| \| \| 5. \| Carlos Rodríguez \| Ineos Grenadiers \| + 1' 58" \| \| \| 6. \| Remco Evenepoel \| Soudal Quick-Step \| + 2' 15" \| \| \| 7. \| Laurens De Plus \| Ineos Grenadiers \| + 2' 17" \| \| \| 8. \| Oier Lazkano \| Movistar Team \| + 2' 20" \| \| \| 9. \| Giulio Ciccone \| Lidl-Trek \| + 2' 54" \| \| \| 10. \| Mikel Landa \| Soudal Quick-Step \| + 3' 51" \| \| |                  |                            |             |
| |                  |                            |             |
| Källa: ProCyclingStats |                  |                            |             |
| Totaltävlingen |                  |                            |             |
| Cyklist | Cyklist          | Lag                        | Tid         |
| 1. | Primož Roglič    | Bora-Hansgrohe             | 21t 16' 50" |
| 2. | Matteo Jorgenson | Team Visma \| Lease a Bike | + 1' 02"    |
| 3. | Derek Gee        | Israel-Premier Tech        | + 1' 13"    |
| 4. | Aleksandr Vlasov | Bora-Hansgrohe             | + 1' 56"    |
| 5. | Carlos Rodríguez | Ineos Grenadiers           | + 1' 58"    |
| 6. | Remco Evenepoel  | Soudal Quick-Step          | + 2' 15"    |
| 7. | Laurens De Plus  | Ineos Grenadiers           | + 2' 17"    |
| 8. | Oier Lazkano     | Movistar Team              | + 2' 20"    |
| 9. | Giulio Ciccone   | Lidl-Trek                  | + 2' 54"    |
| 10. | Mikel Landa      | Soudal Quick-Step          | + 3' 51"    |

### 8:e etappen
| Thônes - Glières Plateau | Bergsetapp | (160,6 km) |

| \| Placeringar i etappen \| Placeringar i etappen \| Placeringar i etappen \| Placeringar i etappen \| Placeringar i etappen \| \| Cyklist \| Cyklist \| Lag \| Tid \| \| \| --------------------- \| --------------------- \| -------------------------- \| --------------------- \| --------------------- \| \| 1. \| Carlos Rodríguez \| Ineos Grenadiers \| 4t 18' 02" \| \| \| 2. \| Matteo Jorgenson \| Team Visma \\| Lease a Bike \| + 0" \| \| \| 3. \| Derek Gee \| Israel-Premier Tech \| + 15" \| \| \| 4. \| Laurens De Plus \| Ineos Grenadiers \| + 35" \| \| \| 5. \| Santiago Buitrago \| Bahrain Victorious \| + 35" \| \| \| 6. \| Primož Roglič \| Bora-Hansgrohe \| + 48" \| \| \| 7. \| Giulio Ciccone \| Lidl-Trek \| + 48" \| \| \| 8. \| Remco Evenepoel \| Soudal Quick-Step \| + 58" \| \| \| 9. \| Aleksandr Vlasov \| Bora-Hansgrohe \| + 58" \| \| \| 10. \| Mikel Landa \| Soudal Quick-Step \| + 1' 10" \| \| |                   |                            |            |
| |                   |                            |            |
| Källa: ProCyclingStats |                   |                            |            |
| Placeringar i etappen |                   |                            |            |
| Cyklist | Cyklist           | Lag                        | Tid        |
| 1. | Carlos Rodríguez  | Ineos Grenadiers           | 4t 18' 02" |
| 2. | Matteo Jorgenson  | Team Visma \| Lease a Bike | + 0"       |
| 3. | Derek Gee         | Israel-Premier Tech        | + 15"      |
| 4. | Laurens De Plus   | Ineos Grenadiers           | + 35"      |
| 5. | Santiago Buitrago | Bahrain Victorious         | + 35"      |
| 6. | Primož Roglič     | Bora-Hansgrohe             | + 48"      |
| 7. | Giulio Ciccone    | Lidl-Trek                  | + 48"      |
| 8. | Remco Evenepoel   | Soudal Quick-Step          | + 58"      |
| 9. | Aleksandr Vlasov  | Bora-Hansgrohe             | + 58"      |
| 10. | Mikel Landa       | Soudal Quick-Step          | + 1' 10"   |

## Resultat

### Sammanlagt
| \| Totaltävlingen \| Totaltävlingen \| Totaltävlingen \| Totaltävlingen \| Totaltävlingen \| \| Cyklist \| Cyklist \| Lag \| Tid \| \| \| -------------- \| ---------------- \| -------------------------- \| -------------- \| -------------- \| \| 1. \| Primož Roglič \| Bora-Hansgrohe \| 25t 35' 40" \| \| \| 2. \| Matteo Jorgenson \| Team Visma \\| Lease a Bike \| + 8" \| \| \| 3. \| Derek Gee \| Israel-Premier Tech \| + 36" \| \| \| 4. \| Carlos Rodríguez \| Ineos Grenadiers \| + 1' 00" \| \| \| 5. \| Laurens De Plus \| Ineos Grenadiers \| + 2' 04" \| \| \| 6. \| Aleksandr Vlasov \| Bora-Hansgrohe \| + 2' 06" \| \| \| 7. \| Remco Evenepoel \| Soudal Quick-Step \| + 2' 25" \| \| \| 8. \| Giulio Ciccone \| Lidl-Trek \| + 2' 54" \| \| \| 9. \| Oier Lazkano \| Movistar Team \| + 2' 54" \| \| \| 10. \| Mikel Landa \| Soudal Quick-Step \| + 4' 13" \| \| |                  |                            |             |
| |                  |                            |             |
| Källor: ProCyclingStats Cycling Quotient |                  |                            |             |
| Totaltävlingen |                  |                            |             |
| Cyklist | Cyklist          | Lag                        | Tid         |
| 1. | Primož Roglič    | Bora-Hansgrohe             | 25t 35' 40" |
| 2. | Matteo Jorgenson | Team Visma \| Lease a Bike | + 8"        |
| 3. | Derek Gee        | Israel-Premier Tech        | + 36"       |
| 4. | Carlos Rodríguez | Ineos Grenadiers           | + 1' 00"    |
| 5. | Laurens De Plus  | Ineos Grenadiers           | + 2' 04"    |
| 6. | Aleksandr Vlasov | Bora-Hansgrohe             | + 2' 06"    |
| 7. | Remco Evenepoel  | Soudal Quick-Step          | + 2' 25"    |
| 8. | Giulio Ciccone   | Lidl-Trek                  | + 2' 54"    |
| 9. | Oier Lazkano     | Movistar Team              | + 2' 54"    |
| 10. | Mikel Landa      | Soudal Quick-Step          | + 4' 13"    |

### Övriga tävlingar
| Poängtävlingen | Poängtävlingen   | Poängtävlingen             | Poängtävlingen | Poängtävlingen |
| Cyklist        | Cyklist          | Lag                        | Poäng          |                |
| -------------- | ---------------- | -------------------------- | -------------- | -------------- |
| 1.             | Primož Roglič    | Bora-Hansgrohe             | 73 poäng       |                |
| 2.             | Matteo Jorgenson | Team Visma \| Lease a Bike | 66 poäng       |                |
| 3.             | Giulio Ciccone   | Lidl-Trek                  | 62 poäng       |                |
| 4.             | Derek Gee        | Israel-Premier Tech        | 54 poäng       |                |
| 5.             | Magnus Cort      | Uno-X Mobility             | 41 poäng       |                |
| 6.             | Romain Grégoire  | Groupama-FDJ               | 34 poäng       |                |
| 7.             | Oier Lazkano     | Movistar Team              | 30 poäng       |                |
| 8.             | Aleksandr Vlasov | Bora-Hansgrohe             | 26 poäng       |                |
| 9.             | Mads Pedersen    | Lidl-Trek                  | 25 poäng       |                |
| 10.            | Carlos Rodríguez | Ineos Grenadiers           | 24 poäng       |                |

| Poängtävlingen | Poängtävlingen   | Poängtävlingen             | Poängtävlingen | Poängtävlingen |
| Cyklist        | Cyklist          | Lag                        | Poäng          |                |
| -------------- | ---------------- | -------------------------- | -------------- | -------------- |
| 1.             | Primož Roglič    | Bora-Hansgrohe             | 73 poäng       |                |
| 2.             | Matteo Jorgenson | Team Visma \| Lease a Bike | 66 poäng       |                |
| 3.             | Giulio Ciccone   | Lidl-Trek                  | 62 poäng       |                |
| 4.             | Derek Gee        | Israel-Premier Tech        | 54 poäng       |                |
| 5.             | Magnus Cort      | Uno-X Mobility             | 41 poäng       |                |
| 6.             | Romain Grégoire  | Groupama-FDJ               | 34 poäng       |                |
| 7.             | Oier Lazkano     | Movistar Team              | 30 poäng       |                |
| 8.             | Aleksandr Vlasov | Bora-Hansgrohe             | 26 poäng       |                |
| 9.             | Mads Pedersen    | Lidl-Trek                  | 25 poäng       |                |
| 10.            | Carlos Rodríguez | Ineos Grenadiers           | 24 poäng       |                |

| Bergstävlingen | Bergstävlingen    | Bergstävlingen             | Bergstävlingen | Bergstävlingen |
| Cyklist        | Cyklist           | Lag                        | Poäng          |                |
| -------------- | ----------------- | -------------------------- | -------------- | -------------- |
| 1.             | Lorenzo Fortunato | Astana Qazaqstan Team      | 40 poäng       |                |
| 2.             | Marc Soler        | UAE Team Emirates          | 38 poäng       |                |
| 3.             | Primož Roglič     | Bora-Hansgrohe             | 31 poäng       |                |
| 4.             | Matteo Jorgenson  | Team Visma \| Lease a Bike | 26 poäng       |                |
| 5.             | Mathis Le Berre   | Arkéa-B&B Hotels           | 24 poäng       |                |
| 6.             | Derek Gee         | Israel-Premier Tech        | 22 poäng       |                |
| 7.             | Giulio Ciccone    | Lidl-Trek                  | 22 poäng       |                |
| 8.             | Warren Barguil    | Team dsm-firmenich PostNL  | 22 poäng       |                |
| 9.             | Carlos Rodríguez  | Ineos Grenadiers           | 19 poäng       |                |
| 10.            | Aleksandr Vlasov  | Bora-Hansgrohe             | 13 poäng       |                |

| Bergstävlingen | Bergstävlingen    | Bergstävlingen             | Bergstävlingen | Bergstävlingen |
| Cyklist        | Cyklist           | Lag                        | Poäng          |                |
| -------------- | ----------------- | -------------------------- | -------------- | -------------- |
| 1.             | Lorenzo Fortunato | Astana Qazaqstan Team      | 40 poäng       |                |
| 2.             | Marc Soler        | UAE Team Emirates          | 38 poäng       |                |
| 3.             | Primož Roglič     | Bora-Hansgrohe             | 31 poäng       |                |
| 4.             | Matteo Jorgenson  | Team Visma \| Lease a Bike | 26 poäng       |                |
| 5.             | Mathis Le Berre   | Arkéa-B&B Hotels           | 24 poäng       |                |
| 6.             | Derek Gee         | Israel-Premier Tech        | 22 poäng       |                |
| 7.             | Giulio Ciccone    | Lidl-Trek                  | 22 poäng       |                |
| 8.             | Warren Barguil    | Team dsm-firmenich PostNL  | 22 poäng       |                |
| 9.             | Carlos Rodríguez  | Ineos Grenadiers           | 19 poäng       |                |
| 10.            | Aleksandr Vlasov  | Bora-Hansgrohe             | 13 poäng       |                |

| Ungdomstävlingen | Ungdomstävlingen    | Ungdomstävlingen           | Ungdomstävlingen | Ungdomstävlingen |
| Cyklist          | Cyklist             | Lag                        | Tid              |                  |
| ---------------- | ------------------- | -------------------------- | ---------------- | ---------------- |
| 1.               | Matteo Jorgenson    | Team Visma \| Lease a Bike | 25t 35' 48"      |                  |
| 2.               | Carlos Rodríguez    | Ineos Grenadiers           | + 52"            |                  |
| 3.               | Remco Evenepoel     | Soudal Quick-Step          | + 2' 17"         |                  |
| 4.               | Oier Lazkano        | Movistar Team              | + 2' 46"         |                  |
| 5.               | Santiago Buitrago   | Bahrain Victorious         | + 4' 20"         |                  |
| 6.               | Javier Romo         | Movistar Team              | + 5' 45"         |                  |
| 7.               | Romain Grégoire     | Groupama-FDJ               | + 28' 35"        |                  |
| 8.               | Darren Rafferty     | EF Education-EasyPost      | + 34' 39"        |                  |
| 9.               | Alessandro Fancellu | Q36.5 Pro Cycling Team     | + 42' 54"        |                  |
| 10.              | Igor Arrieta        | UAE Team Emirates          | + 45' 07"        |                  |

| Ungdomstävlingen | Ungdomstävlingen    | Ungdomstävlingen           | Ungdomstävlingen | Ungdomstävlingen |
| Cyklist          | Cyklist             | Lag                        | Tid              |                  |
| ---------------- | ------------------- | -------------------------- | ---------------- | ---------------- |
| 1.               | Matteo Jorgenson    | Team Visma \| Lease a Bike | 25t 35' 48"      |                  |
| 2.               | Carlos Rodríguez    | Ineos Grenadiers           | + 52"            |                  |
| 3.               | Remco Evenepoel     | Soudal Quick-Step          | + 2' 17"         |                  |
| 4.               | Oier Lazkano        | Movistar Team              | + 2' 46"         |                  |
| 5.               | Santiago Buitrago   | Bahrain Victorious         | + 4' 20"         |                  |
| 6.               | Javier Romo         | Movistar Team              | + 5' 45"         |                  |
| 7.               | Romain Grégoire     | Groupama-FDJ               | + 28' 35"        |                  |
| 8.               | Darren Rafferty     | EF Education-EasyPost      | + 34' 39"        |                  |
| 9.               | Alessandro Fancellu | Q36.5 Pro Cycling Team     | + 42' 54"        |                  |
| 10.              | Igor Arrieta        | UAE Team Emirates          | + 45' 07"        |                  |

| Lagtävlingen | Lagtävlingen               | Lagtävlingen | Lagtävlingen |
| Lag          | Lag                        | Tid          |              |
| ------------ | -------------------------- | ------------ | ------------ |
| 1.           | Bora-Hansgrohe             | 77t 05' 45"  |              |
| 2.           | Ineos Grenadiers           | + 7' 01"     |              |
| 3.           | Israel-Premier Tech        | + 19' 04"    |              |
| 4.           | Movistar Team              | + 24' 40"    |              |
| 5.           | Team dsm-firmenich PostNL  | + 33' 48"    |              |
| 6.           | UAE Team Emirates          | + 40' 46"    |              |
| 7.           | Groupama-FDJ               | + 50' 00"    |              |
| 8.           | Soudal Quick-Step          | + 53' 59"    |              |
| 9.           | Bahrain Victorious         | + 1t 08' 28" |              |
| 10.          | Decathlon-AG2R La Mondiale | + 1t 19' 07" |              |

| Lagtävlingen | Lagtävlingen               | Lagtävlingen | Lagtävlingen |
| Lag          | Lag                        | Tid          |              |
| ------------ | -------------------------- | ------------ | ------------ |
| 1.           | Bora-Hansgrohe             | 77t 05' 45"  |              |
| 2.           | Ineos Grenadiers           | + 7' 01"     |              |
| 3.           | Israel-Premier Tech        | + 19' 04"    |              |
| 4.           | Movistar Team              | + 24' 40"    |              |
| 5.           | Team dsm-firmenich PostNL  | + 33' 48"    |              |
| 6.           | UAE Team Emirates          | + 40' 46"    |              |
| 7.           | Groupama-FDJ               | + 50' 00"    |              |
| 8.           | Soudal Quick-Step          | + 53' 59"    |              |
| 9.           | Bahrain Victorious         | + 1t 08' 28" |              |
| 10.          | Decathlon-AG2R La Mondiale | + 1t 19' 07" |              |

## Startlista
| Team Visma \| Lease a Bike TVL | Team Visma \| Lease a Bike TVL     | Team Visma \| Lease a Bike TVL |
| ------------------------------ | ---------------------------------- | ------------------------------ |
| #                              | Cyklist                            | Placering                      |
| 1                              | Sepp Kuss (USA)                    | DNS-8                          |
| 2                              | Tiesj Benoot (BEL)                 | 33.                            |
| 3                              | Koen Bouwman (NED)                 | 34.                            |
| 4                              | Matteo Jorgenson (USA)             | 2.                             |
| 5                              | Steven Kruijswijk (NED)            | DNF-5                          |
| 6                              | Bart Lemmen (NED)                  | 30.                            |
| 7                              | Dylan van Baarle (NED) (tempolopp) | DNF-5                          |

| UAE Team Emirates UAD | UAE Team Emirates UAD         | UAE Team Emirates UAD |
| --------------------- | ----------------------------- | --------------------- |
| #                     | Cyklist                       | Placering             |
| 11                    | Juan Ayuso (ESP)              | DNS-6                 |
| 12                    | Igor Arrieta (ESP)            | 37.                   |
| 13                    | Nils Politt (GER) (tempolopp) | 49.                   |
| 14                    | Pavel Sivakov (FRA)           | DNF-8                 |
| 15                    | Marc Soler (ESP)              | 17.                   |
| 16                    | Michael Vink (NZL)            | 74.                   |
| 17                    | Tim Wellens (BEL)             | 45.                   |

| Decathlon-AG2R La Mondiale DAT | Decathlon-AG2R La Mondiale DAT | Decathlon-AG2R La Mondiale DAT |
| ------------------------------ | ------------------------------ | ------------------------------ |
| #                              | Cyklist                        | Placering                      |
| 21                             | Bruno Armirail (FRA)           | 28.                            |
| 22                             | Sam Bennett (IRL)              | 92.                            |
| 23                             | Clément Berthet (FRA)          | DNF-7                          |
| 24                             | Edvald Boasson Hagen (NOR)     | 85.                            |
| 25                             | Dorian Godon (FRA)             | 55.                            |
| 26                             | Oliver Naesen (BEL)            | 80.                            |
| 27                             | Nicolas Prodhomme (FRA)        | 27.                            |

| Bora-Hansgrohe BOH | Bora-Hansgrohe BOH   | Bora-Hansgrohe BOH |
| ------------------ | -------------------- | ------------------ |
| #                  | Cyklist              | Placering          |
| 31                 | Primož Roglič (SLO)  | 1.                 |
| 32                 | Nico Denz (GER)      | 91.                |
| 33                 | Marco Haller (AUT)   | 94.                |
| 34                 | Jai Hindley (AUS)    | 20.                |
| 35                 | Bob Jungels (LUX)    | 40.                |
| 36                 | Matteo Sobrero (ITA) | 38.                |
| 37                 | Aleksandr Vlasov     | 6.                 |

| Soudal Quick-Step SOQ | Soudal Quick-Step SOQ                          | Soudal Quick-Step SOQ |
| --------------------- | ---------------------------------------------- | --------------------- |
| #                     | Cyklist                                        | Placering             |
| 41                    | Remco Evenepoel (BEL) (landsväg och tempolopp) | 7.                    |
| 42                    | Antoine Huby (FRA)                             | DNF-7                 |
| 43                    | James Knox (GBR)                               | 77.                   |
| 44                    | Mikel Landa (ESP)                              | 10.                   |
| 45                    | Gianni Moscon (ITA)                            | 88.                   |
| 46                    | Casper Pedersen (DEN)                          | 87.                   |
| 47                    | Ilan Van Wilder (BEL)                          | DNF-7                 |

| Lidl-Trek LTK | Lidl-Trek LTK                              | Lidl-Trek LTK |
| ------------- | ------------------------------------------ | ------------- |
| #             | Cyklist                                    | Placering     |
| 51            | Giulio Ciccone (ITA)                       | 8.            |
| 52            | Tao Geoghegan Hart (GBR)                   | DNS-7         |
| 53            | Ryan Gibbons (RSA)                         | DNS-8         |
| 54            | Alex Kirsch (LUX) (landsväg och tempolopp) | DNF-6         |
| 55            | Mads Pedersen (DEN)                        | 61.           |
| 56            | Toms Skujiņš (LAT)                         | DNF-8         |
| 57            | Carlos Verona (ESP)                        | 41.           |

| Uno-X Mobility UXM | Uno-X Mobility UXM         | Uno-X Mobility UXM |
| ------------------ | -------------------------- | ------------------ |
| #                  | Cyklist                    | Placering          |
| 61                 | Odd Christian Eiking (NOR) | DNS-6              |
| 62                 | Idar Andersen (NOR)        | DNF-8              |
| 63                 | Markus Hoelgaard (NOR)     | 51.                |
| 64                 | Ådne Holter (NOR)          | DNF-5              |
| 65                 | Andreas Leknessund (NOR)   | 54.                |
| 66                 | Magnus Cort (DEN)          | 53.                |
| 67                 | Anders Skaarseth (NOR)     | DNS-7              |

| Bahrain Victorious TBV | Bahrain Victorious TBV       | Bahrain Victorious TBV |
| ---------------------- | ---------------------------- | ---------------------- |
| #                      | Cyklist                      | Placering              |
| 71                     | Santiago Buitrago (COL)      | 11.                    |
| 72                     | Kamil Gradek (POL)           | DNS-6                  |
| 73                     | Jack Haig (AUS)              | 16.                    |
| 74                     | Rainer Kepplinger (AUT)      | DNS-6                  |
| 75                     | Jasha Sütterlin (GER)        | DNS-6                  |
| 76                     | Antonio Tiberi (ITA)         | DNS-3                  |
| 77                     | Fred Wright (GBR) (landsväg) | 66.                    |

| Groupama-FDJ GFC | Groupama-FDJ GFC                  | Groupama-FDJ GFC |
| ---------------- | --------------------------------- | ---------------- |
| #                | Cyklist                           | Placering        |
| 81               | David Gaudu (FRA)                 | 15.              |
| 82               | Kevin Geniets (LUX)               | 44.              |
| 83               | Romain Grégoire (FRA)             | 26.              |
| 84               | Valentin Madouas (FRA) (landsväg) | 42.              |
| 85               | Quentin Pacher (FRA)              | 52.              |
| 86               | Rémy Rochas (FRA)                 | DNF-5            |
| 87               | Clément Russo (FRA)               | DNS-7            |

| Ineos Grenadiers IGD | Ineos Grenadiers IGD                   | Ineos Grenadiers IGD |
| -------------------- | -------------------------------------- | -------------------- |
| #                    | Cyklist                                | Placering            |
| 91                   | Carlos Rodríguez (ESP)                 | 4.                   |
| 92                   | Jonathan Castroviejo (ESP) (tempolopp) | 56.                  |
| 93                   | Laurens De Plus (BEL)                  | 5.                   |
| 94                   | Omar Fraile (ESP)                      | 43.                  |
| 95                   | Michał Kwiatkowski (POL)               | 32.                  |
| 96                   | Josh Tarling (GBR) (tempolopp)         | 46.                  |
| 97                   | Ben Turner (GBR)                       | 76.                  |

| Cofidis COF | Cofidis COF            | Cofidis COF |
| ----------- | ---------------------- | ----------- |
| #           | Cyklist                | Placering   |
| 101         | Guillaume Martin (FRA) | 19.         |
| 102         | Kenny Elissonde (FRA)  | DNF-7       |
| 103         | Gorka Izagirre (ESP)   | 84.         |
| 104         | Jonathan Lastra (ESP)  | 58.         |
| 105         | Axel Mariault (FRA)    | DNF-5       |
| 106         | Hugo Toumire (FRA)     | DNS-7       |
| 107         | Oliver Knight (GBR)    | DNF-7       |

| Movistar Team MOV | Movistar Team MOV                  | Movistar Team MOV |
| ----------------- | ---------------------------------- | ----------------- |
| #                 | Cyklist                            | Placering         |
| 111               | Davide Formolo (ITA)               | 36.               |
| 112               | Iván García Cortina (ESP)          | DNF-7             |
| 113               | Oier Lazkano (ESP) (landsväg)      | 9.                |
| 114               | Gregor Mühlberger (AUT) (landsväg) | 48.               |
| 115               | Antonio Pedrero (ESP)              | DNF-8             |
| 116               | Javier Romo (ESP)                  | 12.               |
| 117               | Iván Sosa (COL)                    | DNF-7             |

| Team dsm-firmenich PostNL DFP | Team dsm-firmenich PostNL DFP  | Team dsm-firmenich PostNL DFP |
| ----------------------------- | ------------------------------ | ----------------------------- |
| #                             | Cyklist                        | Placering                     |
| 121                           | Warren Barguil (FRA)           | 22.                           |
| 122                           | Romain Combaud (FRA)           | 89.                           |
| 123                           | Alexander Edmondson (AUS)      | DNF-1                         |
| 124                           | Enzo Leijnse (NED)             | 86.                           |
| 125                           | Emīls Liepiņš (LAT) (landsväg) | DNF-7                         |
| 126                           | Niklas Märkl (GER)             | 82.                           |
| 127                           | Martijn Tusveld (NED)          | 57.                           |

| Arkéa-B&B Hotels ARK | Arkéa-B&B Hotels ARK      | Arkéa-B&B Hotels ARK |
| -------------------- | ------------------------- | -------------------- |
| #                    | Cyklist                   | Placering            |
| 131                  | Cristián Rodríguez (ESP)  | DNF-7                |
| 132                  | Clément Champoussin (FRA) | DNS-8                |
| 133                  | Thibault Guernalec (FRA)  | 70.                  |
| 134                  | Laurens Huys (BEL)        | DNF-5                |
| 135                  | Mathis Le Berre (FRA)     | 78.                  |
| 136                  | Florian Sénéchal (FRA)    | DNF-8                |
| 137                  | Clément Venturini (FRA)   | 71.                  |

| Lotto Dstny LTD | Lotto Dstny LTD          | Lotto Dstny LTD |
| --------------- | ------------------------ | --------------- |
| #               | Cyklist                  | Placering       |
| 141             | Andreas Kron (DEN)       | DNF-6           |
| 142             | Logan Currie (NZL)       | DNS-7           |
| 143             | Arjen Livyns (BEL)       | 73.             |
| 144             | Milan Menten (BEL)       | DNF-5           |
| 145             | Mathijs Paasschens (NED) | 75.             |
| 146             | Eduardo Sepúlveda (ARG)  | 18.             |
| 147             | Jonas Gregaard (DEN)     | 62.             |

| EF Education-EasyPost EFE | EF Education-EasyPost EFE         | EF Education-EasyPost EFE |
| ------------------------- | --------------------------------- | ------------------------- |
| #                         | Cyklist                           | Placering                 |
| 151                       | Neilson Powless (USA)             | DNF-7                     |
| 152                       | Owain Doull (GBR)                 | 59.                       |
| 153                       | Lukas Nerurkar (GBR)              | DNS-6                     |
| 154                       | Sean Quinn (USA) (landsväg)       | 39.                       |
| 155                       | Darren Rafferty (IRL) (tempolopp) | 29.                       |
| 156                       | Jonas Rutsch (GER)                | 60.                       |
| 157                       | Harry Sweeny (AUS)                | DNS-6                     |

| Intermarché-Wanty IWA | Intermarché-Wanty IWA  | Intermarché-Wanty IWA |
| --------------------- | ---------------------- | --------------------- |
| #                     | Cyklist                | Placering             |
| 161                   | Louis Meintjes (RSA)   | 14.                   |
| 162                   | Vito Braet (BEL)       | DNF-8                 |
| 163                   | Kobe Goossens (BEL)    | DNS-6                 |
| 164                   | Hugo Page (FRA)        | 93.                   |
| 165                   | Tom Paquot (BEL)       | DNS-8                 |
| 166                   | Adrien Petit (FRA)     | DNF-3                 |
| 167                   | Georg Zimmermann (GER) | 50.                   |

| Team Jayco AlUla JAY | Team Jayco AlUla JAY          | Team Jayco AlUla JAY |
| -------------------- | ----------------------------- | -------------------- |
| #                    | Cyklist                       | Placering            |
| 171                  | Chris Harper (AUS)            | DNS-4                |
| 172                  | Davide De Pretto (ITA)        | 72.                  |
| 173                  | Luke Durbridge (AUS)          | DNS-5                |
| 174                  | Christopher Juul-Jensen (DEN) | DNS-7                |
| 175                  | Jan Maas (NED)                | 68.                  |
| 176                  | Blake Quick (AUS)             | DNS-7                |
| 177                  | Callum Scotson (AUS)          | 13.                  |

| Alpecin-Deceuninck ADC | Alpecin-Deceuninck ADC | Alpecin-Deceuninck ADC |
| ---------------------- | ---------------------- | ---------------------- |
| #                      | Cyklist                | Placering              |
| 181                    | Lars Boven (NED)       | DNF-3                  |
| 182                    | Tobias Bayer (AUT)     | 79.                    |
| 183                    | Juri Hollmann (GER)    | 65.                    |
| 184                    | Xandro Meurisse (BEL)  | 47.                    |
| 185                    | Jason Osborne (GER)    | 63.                    |
| 186                    | Jensen Plowright (AUS) | DNF-8                  |
| 187                    | Luca Vergallito (ITA)  | 67.                    |

| Astana Qazaqstan Team AST | Astana Qazaqstan Team AST | Astana Qazaqstan Team AST |
| ------------------------- | ------------------------- | ------------------------- |
| #                         | Cyklist                   | Placering                 |
| 191                       | Lorenzo Fortunato (ITA)   | 31.                       |
| 192                       | Anthon Charmig (DEN)      | DNF-7                     |
| 193                       | Michele Gazzoli (ITA)     | 90.                       |
| 194                       | Anton Kuzmin (KAZ)        | 69.                       |
| 195                       | Ide Schelling (NED)       | DNF-8                     |
| 196                       | Harold Tejada (COL)       | DNS-8                     |
| 197                       | Santiago Umba (COL)       | DNS-7                     |

| Israel-Premier Tech IPT | Israel-Premier Tech IPT     | Israel-Premier Tech IPT |
| ----------------------- | --------------------------- | ----------------------- |
| #                       | Cyklist                     | Placering               |
| 201                     | Chris Froome (GBR)          | 81.                     |
| 202                     | Jakob Fuglsang (DEN)        | 24.                     |
| 203                     | Derek Gee (CAN) (tempolopp) | 3.                      |
| 204                     | Mason Hollyman (GBR)        | DNF-7                   |
| 205                     | Hugo Houle (CAN)            | 64.                     |
| 206                     | Krists Neilands (LAT)       | 25.                     |
| 207                     | Dylan Teuns (BEL)           | 21.                     |

| Q36.5 Pro Cycling Team Q36 | Q36.5 Pro Cycling Team Q36 | Q36.5 Pro Cycling Team Q36 |
| -------------------------- | -------------------------- | -------------------------- |
| #                          | Cyklist                    | Placering                  |
| 211                        | Mark Donovan (GBR)         | DNF-8                      |
| 212                        | Filippo Conca (ITA)        | DNF-7                      |
| 213                        | Alessandro Fancellu (ITA)  | 35.                        |
| 214                        | Carl Fredrik Hagen (NOR)   | 23.                        |
| 215                        | Tobias Ludvigsson (SWE)    | DNF-8                      |
| 216                        | Nicolò Parisini (ITA)      | 83.                        |
| 217                        | James Whelan (AUS)         | DNF-1                      |

| Team Visma \| Lease a Bike TVL | Team Visma \| Lease a Bike TVL     | Team Visma \| Lease a Bike TVL |
| ------------------------------ | ---------------------------------- | ------------------------------ |
| #                              | Cyklist                            | Placering                      |
| 1                              | Sepp Kuss (USA)                    | DNS-8                          |
| 2                              | Tiesj Benoot (BEL)                 | 33.                            |
| 3                              | Koen Bouwman (NED)                 | 34.                            |
| 4                              | Matteo Jorgenson (USA)             | 2.                             |
| 5                              | Steven Kruijswijk (NED)            | DNF-5                          |
| 6                              | Bart Lemmen (NED)                  | 30.                            |
| 7                              | Dylan van Baarle (NED) (tempolopp) | DNF-5                          |

| UAE Team Emirates UAD | UAE Team Emirates UAD         | UAE Team Emirates UAD |
| --------------------- | ----------------------------- | --------------------- |
| #                     | Cyklist                       | Placering             |
| 11                    | Juan Ayuso (ESP)              | DNS-6                 |
| 12                    | Igor Arrieta (ESP)            | 37.                   |
| 13                    | Nils Politt (GER) (tempolopp) | 49.                   |
| 14                    | Pavel Sivakov (FRA)           | DNF-8                 |
| 15                    | Marc Soler (ESP)              | 17.                   |
| 16                    | Michael Vink (NZL)            | 74.                   |
| 17                    | Tim Wellens (BEL)             | 45.                   |

| Decathlon-AG2R La Mondiale DAT | Decathlon-AG2R La Mondiale DAT | Decathlon-AG2R La Mondiale DAT |
| ------------------------------ | ------------------------------ | ------------------------------ |
| #                              | Cyklist                        | Placering                      |
| 21                             | Bruno Armirail (FRA)           | 28.                            |
| 22                             | Sam Bennett (IRL)              | 92.                            |
| 23                             | Clément Berthet (FRA)          | DNF-7                          |
| 24                             | Edvald Boasson Hagen (NOR)     | 85.                            |
| 25                             | Dorian Godon (FRA)             | 55.                            |
| 26                             | Oliver Naesen (BEL)            | 80.                            |
| 27                             | Nicolas Prodhomme (FRA)        | 27.                            |

| Bora-Hansgrohe BOH | Bora-Hansgrohe BOH   | Bora-Hansgrohe BOH |
| ------------------ | -------------------- | ------------------ |
| #                  | Cyklist              | Placering          |
| 31                 | Primož Roglič (SLO)  | 1.                 |
| 32                 | Nico Denz (GER)      | 91.                |
| 33                 | Marco Haller (AUT)   | 94.                |
| 34                 | Jai Hindley (AUS)    | 20.                |
| 35                 | Bob Jungels (LUX)    | 40.                |
| 36                 | Matteo Sobrero (ITA) | 38.                |
| 37                 | Aleksandr Vlasov     | 6.                 |

| Soudal Quick-Step SOQ | Soudal Quick-Step SOQ                          | Soudal Quick-Step SOQ |
| --------------------- | ---------------------------------------------- | --------------------- |
| #                     | Cyklist                                        | Placering             |
| 41                    | Remco Evenepoel (BEL) (landsväg och tempolopp) | 7.                    |
| 42                    | Antoine Huby (FRA)                             | DNF-7                 |
| 43                    | James Knox (GBR)                               | 77.                   |
| 44                    | Mikel Landa (ESP)                              | 10.                   |
| 45                    | Gianni Moscon (ITA)                            | 88.                   |
| 46                    | Casper Pedersen (DEN)                          | 87.                   |
| 47                    | Ilan Van Wilder (BEL)                          | DNF-7                 |

| Lidl-Trek LTK | Lidl-Trek LTK                              | Lidl-Trek LTK |
| ------------- | ------------------------------------------ | ------------- |
| #             | Cyklist                                    | Placering     |
| 51            | Giulio Ciccone (ITA)                       | 8.            |
| 52            | Tao Geoghegan Hart (GBR)                   | DNS-7         |
| 53            | Ryan Gibbons (RSA)                         | DNS-8         |
| 54            | Alex Kirsch (LUX) (landsväg och tempolopp) | DNF-6         |
| 55            | Mads Pedersen (DEN)                        | 61.           |
| 56            | Toms Skujiņš (LAT)                         | DNF-8         |
| 57            | Carlos Verona (ESP)                        | 41.           |

| Uno-X Mobility UXM | Uno-X Mobility UXM         | Uno-X Mobility UXM |
| ------------------ | -------------------------- | ------------------ |
| #                  | Cyklist                    | Placering          |
| 61                 | Odd Christian Eiking (NOR) | DNS-6              |
| 62                 | Idar Andersen (NOR)        | DNF-8              |
| 63                 | Markus Hoelgaard (NOR)     | 51.                |
| 64                 | Ådne Holter (NOR)          | DNF-5              |
| 65                 | Andreas Leknessund (NOR)   | 54.                |
| 66                 | Magnus Cort (DEN)          | 53.                |
| 67                 | Anders Skaarseth (NOR)     | DNS-7              |

| Bahrain Victorious TBV | Bahrain Victorious TBV       | Bahrain Victorious TBV |
| ---------------------- | ---------------------------- | ---------------------- |
| #                      | Cyklist                      | Placering              |
| 71                     | Santiago Buitrago (COL)      | 11.                    |
| 72                     | Kamil Gradek (POL)           | DNS-6                  |
| 73                     | Jack Haig (AUS)              | 16.                    |
| 74                     | Rainer Kepplinger (AUT)      | DNS-6                  |
| 75                     | Jasha Sütterlin (GER)        | DNS-6                  |
| 76                     | Antonio Tiberi (ITA)         | DNS-3                  |
| 77                     | Fred Wright (GBR) (landsväg) | 66.                    |

| Groupama-FDJ GFC | Groupama-FDJ GFC                  | Groupama-FDJ GFC |
| ---------------- | --------------------------------- | ---------------- |
| #                | Cyklist                           | Placering        |
| 81               | David Gaudu (FRA)                 | 15.              |
| 82               | Kevin Geniets (LUX)               | 44.              |
| 83               | Romain Grégoire (FRA)             | 26.              |
| 84               | Valentin Madouas (FRA) (landsväg) | 42.              |
| 85               | Quentin Pacher (FRA)              | 52.              |
| 86               | Rémy Rochas (FRA)                 | DNF-5            |
| 87               | Clément Russo (FRA)               | DNS-7            |

| Ineos Grenadiers IGD | Ineos Grenadiers IGD                   | Ineos Grenadiers IGD |
| -------------------- | -------------------------------------- | -------------------- |
| #                    | Cyklist                                | Placering            |
| 91                   | Carlos Rodríguez (ESP)                 | 4.                   |
| 92                   | Jonathan Castroviejo (ESP) (tempolopp) | 56.                  |
| 93                   | Laurens De Plus (BEL)                  | 5.                   |
| 94                   | Omar Fraile (ESP)                      | 43.                  |
| 95                   | Michał Kwiatkowski (POL)               | 32.                  |
| 96                   | Josh Tarling (GBR) (tempolopp)         | 46.                  |
| 97                   | Ben Turner (GBR)                       | 76.                  |

| Cofidis COF | Cofidis COF            | Cofidis COF |
| ----------- | ---------------------- | ----------- |
| #           | Cyklist                | Placering   |
| 101         | Guillaume Martin (FRA) | 19.         |
| 102         | Kenny Elissonde (FRA)  | DNF-7       |
| 103         | Gorka Izagirre (ESP)   | 84.         |
| 104         | Jonathan Lastra (ESP)  | 58.         |
| 105         | Axel Mariault (FRA)    | DNF-5       |
| 106         | Hugo Toumire (FRA)     | DNS-7       |
| 107         | Oliver Knight (GBR)    | DNF-7       |

| Movistar Team MOV | Movistar Team MOV                  | Movistar Team MOV |
| ----------------- | ---------------------------------- | ----------------- |
| #                 | Cyklist                            | Placering         |
| 111               | Davide Formolo (ITA)               | 36.               |
| 112               | Iván García Cortina (ESP)          | DNF-7             |
| 113               | Oier Lazkano (ESP) (landsväg)      | 9.                |
| 114               | Gregor Mühlberger (AUT) (landsväg) | 48.               |
| 115               | Antonio Pedrero (ESP)              | DNF-8             |
| 116               | Javier Romo (ESP)                  | 12.               |
| 117               | Iván Sosa (COL)                    | DNF-7             |

| Team dsm-firmenich PostNL DFP | Team dsm-firmenich PostNL DFP  | Team dsm-firmenich PostNL DFP |
| ----------------------------- | ------------------------------ | ----------------------------- |
| #                             | Cyklist                        | Placering                     |
| 121                           | Warren Barguil (FRA)           | 22.                           |
| 122                           | Romain Combaud (FRA)           | 89.                           |
| 123                           | Alexander Edmondson (AUS)      | DNF-1                         |
| 124                           | Enzo Leijnse (NED)             | 86.                           |
| 125                           | Emīls Liepiņš (LAT) (landsväg) | DNF-7                         |
| 126                           | Niklas Märkl (GER)             | 82.                           |
| 127                           | Martijn Tusveld (NED)          | 57.                           |

| Arkéa-B&B Hotels ARK | Arkéa-B&B Hotels ARK      | Arkéa-B&B Hotels ARK |
| -------------------- | ------------------------- | -------------------- |
| #                    | Cyklist                   | Placering            |
| 131                  | Cristián Rodríguez (ESP)  | DNF-7                |
| 132                  | Clément Champoussin (FRA) | DNS-8                |
| 133                  | Thibault Guernalec (FRA)  | 70.                  |
| 134                  | Laurens Huys (BEL)        | DNF-5                |
| 135                  | Mathis Le Berre (FRA)     | 78.                  |
| 136                  | Florian Sénéchal (FRA)    | DNF-8                |
| 137                  | Clément Venturini (FRA)   | 71.                  |

| Lotto Dstny LTD | Lotto Dstny LTD          | Lotto Dstny LTD |
| --------------- | ------------------------ | --------------- |
| #               | Cyklist                  | Placering       |
| 141             | Andreas Kron (DEN)       | DNF-6           |
| 142             | Logan Currie (NZL)       | DNS-7           |
| 143             | Arjen Livyns (BEL)       | 73.             |
| 144             | Milan Menten (BEL)       | DNF-5           |
| 145             | Mathijs Paasschens (NED) | 75.             |
| 146             | Eduardo Sepúlveda (ARG)  | 18.             |
| 147             | Jonas Gregaard (DEN)     | 62.             |

| EF Education-EasyPost EFE | EF Education-EasyPost EFE         | EF Education-EasyPost EFE |
| ------------------------- | --------------------------------- | ------------------------- |
| #                         | Cyklist                           | Placering                 |
| 151                       | Neilson Powless (USA)             | DNF-7                     |
| 152                       | Owain Doull (GBR)                 | 59.                       |
| 153                       | Lukas Nerurkar (GBR)              | DNS-6                     |
| 154                       | Sean Quinn (USA) (landsväg)       | 39.                       |
| 155                       | Darren Rafferty (IRL) (tempolopp) | 29.                       |
| 156                       | Jonas Rutsch (GER)                | 60.                       |
| 157                       | Harry Sweeny (AUS)                | DNS-6                     |

| Intermarché-Wanty IWA | Intermarché-Wanty IWA  | Intermarché-Wanty IWA |
| --------------------- | ---------------------- | --------------------- |
| #                     | Cyklist                | Placering             |
| 161                   | Louis Meintjes (RSA)   | 14.                   |
| 162                   | Vito Braet (BEL)       | DNF-8                 |
| 163                   | Kobe Goossens (BEL)    | DNS-6                 |
| 164                   | Hugo Page (FRA)        | 93.                   |
| 165                   | Tom Paquot (BEL)       | DNS-8                 |
| 166                   | Adrien Petit (FRA)     | DNF-3                 |
| 167                   | Georg Zimmermann (GER) | 50.                   |

| Team Jayco AlUla JAY | Team Jayco AlUla JAY          | Team Jayco AlUla JAY |
| -------------------- | ----------------------------- | -------------------- |
| #                    | Cyklist                       | Placering            |
| 171                  | Chris Harper (AUS)            | DNS-4                |
| 172                  | Davide De Pretto (ITA)        | 72.                  |
| 173                  | Luke Durbridge (AUS)          | DNS-5                |
| 174                  | Christopher Juul-Jensen (DEN) | DNS-7                |
| 175                  | Jan Maas (NED)                | 68.                  |
| 176                  | Blake Quick (AUS)             | DNS-7                |
| 177                  | Callum Scotson (AUS)          | 13.                  |

| Alpecin-Deceuninck ADC | Alpecin-Deceuninck ADC | Alpecin-Deceuninck ADC |
| ---------------------- | ---------------------- | ---------------------- |
| #                      | Cyklist                | Placering              |
| 181                    | Lars Boven (NED)       | DNF-3                  |
| 182                    | Tobias Bayer (AUT)     | 79.                    |
| 183                    | Juri Hollmann (GER)    | 65.                    |
| 184                    | Xandro Meurisse (BEL)  | 47.                    |
| 185                    | Jason Osborne (GER)    | 63.                    |
| 186                    | Jensen Plowright (AUS) | DNF-8                  |
| 187                    | Luca Vergallito (ITA)  | 67.                    |

| Astana Qazaqstan Team AST | Astana Qazaqstan Team AST | Astana Qazaqstan Team AST |
| ------------------------- | ------------------------- | ------------------------- |
| #                         | Cyklist                   | Placering                 |
| 191                       | Lorenzo Fortunato (ITA)   | 31.                       |
| 192                       | Anthon Charmig (DEN)      | DNF-7                     |
| 193                       | Michele Gazzoli (ITA)     | 90.                       |
| 194                       | Anton Kuzmin (KAZ)        | 69.                       |
| 195                       | Ide Schelling (NED)       | DNF-8                     |
| 196                       | Harold Tejada (COL)       | DNS-8                     |
| 197                       | Santiago Umba (COL)       | DNS-7                     |

| Israel-Premier Tech IPT | Israel-Premier Tech IPT     | Israel-Premier Tech IPT |
| ----------------------- | --------------------------- | ----------------------- |
| #                       | Cyklist                     | Placering               |
| 201                     | Chris Froome (GBR)          | 81.                     |
| 202                     | Jakob Fuglsang (DEN)        | 24.                     |
| 203                     | Derek Gee (CAN) (tempolopp) | 3.                      |
| 204                     | Mason Hollyman (GBR)        | DNF-7                   |
| 205                     | Hugo Houle (CAN)            | 64.                     |
| 206                     | Krists Neilands (LAT)       | 25.                     |
| 207                     | Dylan Teuns (BEL)           | 21.                     |

| Q36.5 Pro Cycling Team Q36 | Q36.5 Pro Cycling Team Q36 | Q36.5 Pro Cycling Team Q36 |
| -------------------------- | -------------------------- | -------------------------- |
| #                          | Cyklist                    | Placering                  |
| 211                        | Mark Donovan (GBR)         | DNF-8                      |
| 212                        | Filippo Conca (ITA)        | DNF-7                      |
| 213                        | Alessandro Fancellu (ITA)  | 35.                        |
| 214                        | Carl Fredrik Hagen (NOR)   | 23.                        |
| 215                        | Tobias Ludvigsson (SWE)    | DNF-8                      |
| 216                        | Nicolò Parisini (ITA)      | 83.                        |
| 217                        | James Whelan (AUS)         | DNF-1                      |

Förklaringar
DNF = Fullföljde inte, OTL = Utanför tidsgränsen, DNS = Startade inte, DSQ = Diskvalificerad